# Ayrancı (district)
Ayrancı is een Turks district in de provincie Karaman en telt 10.594 inwoners (2007). Het district heeft een oppervlakte van 1956,3 km². Hoofdplaats is Ayrancı.
De bevolkingsontwikkeling van het district is weergegeven in onderstaande tabel.
| 1997   | 2000   | 2007   |
| ------ | ------ | ------ |
| 12.930 | 13.212 | 10.594 |